# Глухар (Болгарія)
Глуха́р (болг. Глухар) — село в Кирджалійській області Болгарії. Входить до складу общини Кирджалі.

## Населення
За даними перепису населення 2011 року у селі проживали 922 особи.
Національний склад населення села:
| Національність   | Кількість осіб | Відсоток |
| ---------------- | -------------- | -------- |
| турки            | 843            | 99,1%    |
| болгари          | 3              | 0,4%     |
| цигани           | 0              | 0%       |
| Всього відповіли | 851            |          |

Розподіл населення за віком у 2011 році:
Динаміка населення: